# جوزيف ليفي
جوزيف ليفي (بالإنجليزية: Joseph Levi)‏ هو سياسي أمريكي، ولد في 31 يناير 1924 في أويل سيتي في الولايات المتحدة. حزبياً، نشط في الحزب الجمهوري. وقد انتخب عضو مجلس نواب بنسيلفانيا.